# 圣卢西亚洪水
聖露西亞洪水是1287年12月14日（舊曆），即聖露西亞節隔天發生的一個暴潮。洪水侵襲了尼德蘭和北德國，造成約50000到80000人死亡。
在氣象學上，這場災難與1953年北海大洪水都是由於一個極低壓系統恰巧碰上滿潮而引起的暴潮。聖露西亞洪水隨後對尼德蘭的歷史造成了重大影響。

## 須德海出現
須德海，直譯為南海（就弗里斯蘭的地理位置而言），在本次洪水後出現。這個地方原本是一片淡水湖，只經由弗利河與北海相連。聖露西亞洪水沖走了最後的沙質、冰碛土質屏障，此後，今日的須德海出現，並快速擴張。這是因為原有的屏障後方的沼澤地在失去保護後，無力抵抗海洋的侵蝕。須德海的出現是中世紀時的貿易城市，位於現已消失的弗利河右岸的斯塔福倫衰落的主因。它同時也促成了艾瑟爾河周邊，諸如坎彭、茲沃勒、代芬特爾、聚特芬、杜斯堡等漢薩同盟城市的興起。隨後的反漢薩同盟城市的崛起也與須德海的出現有關，例如阿姆斯特丹，它在聖露西亞洪水發生後，以極快的速度，自一無所有的狀態中興起。

## 尼德蘭（西弗里斯蘭地區）
洪水永久地吞沒了許多位於現今瓦登海或艾瑟爾河的土地。尼德蘭的北部與西北部受到極大的影響，尤其是地處今日北荷蘭省與弗里斯蘭省的地區。
瓦登海上的赫林德島幾近全毀，僅有十間房舍倖存。洪水過後，位於赫林德島東南方約十五英里處，原在內陸地區的哈靈根成為了弗里斯蘭的海港。哈靈根維持海港的地位長達七個世紀之久。
除了西部的沙丘地區（古荷蘭的心臟地帶）和弗里斯蘭群島以外，尼德蘭西北地區逃過一劫的只有西弗里斯蘭。當時西弗里斯蘭大部分的區域都受到堤防的保護，剩餘的區域則在洪水退去後修復。洪水過後不久，荷蘭王國便向北併吞了西弗里斯蘭。如今的西弗里斯蘭與東弗里斯蘭之間由一道海峽分開，海峽的最窄處僅約10英里寬。這場洪水也終止了持續約200年的戰爭（弗里斯蘭-荷蘭戰爭）。併吞後不久，西弗里斯蘭的霍倫與恩克森都開始崛起，並在十七世紀初期攀上顛峰。

## 德國（東弗里斯蘭）
許多村落永遠消失了。僅僅是在今日的東弗里斯蘭地區便有30個村落被吞入北海。同時，早期的達拉特灣出現。由於土地大量流失，且居住在未受保護的沼澤地並不安全（洪水已將當地原有的天然屏障徹底摧毀），許多倖存者選擇了放棄肥沃的土地並遷往貧瘠的荒地（geest）。

## 英国
圣露西亚洪水在英国造成数百人死亡。在諾福克郡的希克林，洪水甚至比修道院的祭壇高一英尺，最終造成了180人死亡。此次洪水是兩個都在1287年發生，且通常被稱作"大風暴"的風暴之一。另一個則是1287年2月的南英國洪水（South England flood of February 1287）。這兩起洪水，以及1286年1月的暴潮似乎是沙福郡的鄧域治港衰微的原因之一。